# Liste de films français sortis en 1958
Listes de films français
- 1954
- 1955
- 1956
- 1957
- 1958
- 1959
- 1960
- 1961
- 1962

Liste non exhaustive de films français sortis en 1958

## 1958
| Titre                                 | Réalisateur                          | Distribution                                               | Genre                   | Notes  |
| ------------------------------------- | ------------------------------------ | ---------------------------------------------------------- | ----------------------- | ------ |
| À Paris tous les deux                 | Gerd Oswald                          | Bob Hope, Fernandel                                        | comédie                 | -      |
| À pied, à cheval et en spoutnik       | Jean Dréville                        | Noël-Noël, Denise Grey                                     | comédie                 |        |
| Les Amants                            | Louis Malle                          | Jeanne Moreau, Jean-Marc Bory Alain Cuny                   | drame                   |        |
| Arènes joyeuses                       | Maurice de Canonge                   | Fernand Raynaud, Danielle Godet                            | Comédie musique         |        |
| Ascenseur pour l'échafaud             | Louis Malle                          | Jeanne Moreau, Maurice Ronet Lino Ventura                  | policier                |        |
| Les Aventuriers du Mékong             | Jean Bastia                          | Dominique Wilms, Jean Gaven Jean-Pierre Kérien             | aventure                |        |
| Le Beau Serge                         | Claude Chabrol                       | Gérard Blain, Jean-Claude Brialy Bernadette Lafont         | drame                   |        |
| Les Bijoutiers du clair de lune       | Roger Vadim                          | Brigitte Bardot, Stephen Boyd Alida Valli                  | drame                   | -      |
| La Bonne Tisane                       | Hervé Bromberger                     | Bernard Blier, Madeleine Robinson                          | policier                |        |
| Cargaison blanche                     | Georges Lacombe                      | Françoise Arnoul, Renée Faure Jean-Claude Michel           | policier                |        |
| Cerf-volant du bout du monde          | Roger Pigaut                         | Patrick de Bardine, Sylviane Rozenberg                     | Aventure Jeunesse       | -      |
| C'est la faute d'Adam                 | Jacqueline Audry                     | Dany Robin, Jacques Sernas                                 | drame                   |        |
| Cette nuit-là                         | Maurice Cazeneuve                    | Mylène Demongeot, Maurice Ronet, Jean Servais              | policier                |        |
| Le Chant du styrène                   | Alain Resnais                        | Sacha Vierny, Pierre Dux (voix)                            | documentaire            | 14 min |
| Chaque jour a son secret              | Claude Boissol                       | Jean Marais, Danièle Delorme Françoise Fabian              | drame                   |        |
| La Chatte                             | Henri Decoin                         | Bernard Blier, Roger Hanin Françoise Arnoul                | drame                   |        |
| Chéri, fais-moi peur                  | Jack Pinoteau                        | Darry Cowl, Sophie Daumier Tilda Thamar                    | comédie                 |        |
| Christine                             | Pierre Gaspard-Huit                  | Romy Schneider, Alain Delon                                | drame                   | -      |
| Chronique provinciale                 | Jean-Paul Rappeneau                  | Yori Bertin, Marcel Cuvelier                               | court métrage           | 22 min |
| Clara et les Méchants                 | Raoul André                          | Minou Drouet, Jacqueline Joubert Pierre Destailles         | comédie                 |        |
| La Cocotte d'Azur                     | Agnès Varda                          | -                                                          | documentaire            | 35 min |
| Derrière la grande muraille           | Robert Ménégoz                       | François Périer (voix)                                     | documentaire            |        |
| Le Désert de Pigalle                  | Léo Joannon                          | Annie Girardot, Pierre Trabaud                             | drame                   |        |
| Le désir mène les hommes              | Émile Roussel                        | Magali Noël, Philippe Lemaire Gérard Blain                 | drame                   |        |
| Le Désordre et la Nuit                | Gilles Grangier                      | Jean Gabin, Nadja Tiller Danielle Darrieux                 | drame policier          |        |
| Le Dos au mur                         | Édouard Molinaro                     | Gérard Oury, Jeanne Moreau Philippe Nicaud                 | comédie dramatique      |        |
| Du côté de la côte                    | Agnès Varda                          | les voix Roger Coggio et Anne Olivier                      | documentaire            | 24 min |
| L'Eau vive                            | François Villiers                    | Pascale Audret, Charles Blavette                           | Comédie dramatique      |        |
| Échec au porteur                      | Gilles Grangier                      | Paul Meurisse, Jeanne Moreau Serge Reggiani                | policier                |        |
| L'École des cocottes                  | Jacqueline Audry                     | Dany Robin, Fernand Gravey Bernard Blier                   | comédie                 |        |
| En bordée                             | Pierre Chevalier                     | Jean Richard, Philippe Clay                                | comédie                 |        |
| En cas de malheur                     | Claude Autant-Lara                   | Brigitte Bardot, Jean Gabin Edwige Feuillère               | drame                   |        |
| En légitime défense                   | André Berthomieu                     | Bernard Blier, Pierre Mondy Philippe Nicaud                | drame                   |        |
| Et ta sœur                            | Maurice Delbez                       | Pierre Fresnay, Arletty Jean-Claude Brialy                 | comédie                 |        |
| Femmes d'un été                       | Gianni Franciolini                   | Alberto Sordi, Michèle Morgan Marcello Mastroianni         | comédie romantique      | -      |
| Les femmes sont marrantes             | André Hunebelle                      | Micheline Presle, Yves Robert Pierre Dudan                 | comédie                 |        |
| La Fille de feu                       | Alfred Rode                          | Claudine Dupuis, Erno Crisa Raymond Souplex                | aventure                |        |
| La Fille de Hambourg                  | Yves Allégret                        | Hildegard Knef, Daniel Gélin                               | drame                   |        |
| Gentleman cambrioleur                 | Louis Cuny                           | Tessa Beaumont                                             |                         | 15 min |
| Le Gorille vous salue bien            | Bernard Borderie                     | Lino Ventura, Charles Vanel Pierre Dux                     | espionnage              |        |
| Les Grandes Familles                  | Denys de La Patellière               | Jean Gabin, Pierre Brasseur Bernard Blier                  | drame                   |        |
| Les Hommes de la baleine              | Mario Ruspoli                        | Gilles Quéant (voix)                                       | documentaire            | 24 min |
| Incognito                             | Patrice Dally                        | Eddie Constantine, Danik Patisson                          | espionnage              |        |
| Les Jeux dangereux                    | Pierre Chenal                        | Jean Servais, Pascale Audret                               | policier                |        |
| La Joconde : Histoire d'une obsession | Henri Gruel                          | Pascal Mazzotti (voix)                                     | court métrage           | 14 min |
| Le Joueur                             | Claude Autant-Lara                   | Gérard Philipe Liselotte Pulver                            | Comédie dramatique      | -      |
| La Bigorne, caporal de France         | Robert Darène                        | François Périer, Rossana Podestà Robert Hirsch             | aventure                |        |
| Liberté surveillée                    | Henri Aisner Vladimir Voltchek       | Robert Hossein, Marina Vlady René Lefèvre                  | drame                   | -      |
| Madame et son auto                    | Robert Vernay                        | Sophie Desmarets, Jacques Morel Jacques Jouanneau          | comédie                 |        |
| Maigret tend un piège                 | Jean Delannoy                        | Jean Gabin, Annie Girardot Jean Desailly                   | policier                | -      |
| Les Maîtres fous                      | Jean Rouch                           | -                                                          | documentaire            | 36 min |
| Les Marines                           | François Reichenbach                 | Gérard Oury (voix)                                         | documentaire            | 18 min |
| Maxime                                | Henri Verneuil                       | Michèle Morgan, Charles Boyer Arletty                      | drame                   |        |
| La Mère et l'Enfant                   | Jacques Demy                         | Blanchette Brunoy                                          | documentaire            | 22 min |
| Métropolitain                         | Henri Gruel                          | Jean-Marc Tennberg (voix)                                  | court métrage           | 12 min |
| Mimi Pinson                           | Robert Darène                        | Dany Robin, Raymond Pellegrin Micheline Dax                | comédie                 |        |
| Le Miroir à deux faces                | André Cayatte                        | Michèle Morgan, André Bourvil Ivan Desny, Gérard Oury      | drame                   |        |
| Les Misérables                        | Jean-Paul Le Chanois                 | Jean Gabin, Bernard Blier André Bourvil                    | drame                   |        |
| Miss Pigalle                          | Maurice Cam                          | Paul Cambo, Amédée, Paul Azaïs                             | comédie dramatique      |        |
| Les Mistons                           | François Truffaut                    | Bernadette Lafont, Gérard Blain                            | comédie dramatique      |        |
| Moi un noir                           | Jean Rouch                           | Oumarou Ganda                                              | drame                   |        |
| La Môme aux boutons                   | Georges Lautner                      | Lucette Raillat, Irène Hilda Serge Davri                   | action                  |        |
| Mon coquin de père                    | Georges Lacombe                      | Gaby Morlay, Antonella Lualdi Claude Dauphin               | comédie                 |        |
| Mon oncle                             | Jacques Tati                         | Jacques Tati, Jean-Pierre Zola                             | comédie                 |        |
| Montparnasse 19                       | Jacques Becker                       | Gérard Philipe, Lilli Palmer                               | drame                   |        |
| La Moucharde                          | Guy Lefranc                          | Dany Carrel, Pierre Vaneck Yves Deniaud                    | drame                   |        |
| Ni vu, ni connu                       | Yves Robert                          | Louis de Funès, Moustache Noëlle Adam                      | comédie                 |        |
| Ô saisons, ô châteaux                 | Agnès Varda                          | Danièle Delorme (voix)                                     | documentaire            | 22 min |
| L'Ombre familière                     | Maurice Pialat                       | Jacques Portet                                             | drame                   | 25 min |
| L'Opéra-Mouffe                        | Agnès Varda                          | Dorothée Blanck, Antoine Bourseiller                       | court métrage           | 17 min |
| La P... sentimentale                  | Jean Gourguet                        | Maurice Sarfati, Maria Vincent                             | drame                   |        |
| Le Palais idéal                       | Ado Kyrou                            | Gaston Modot (voix)                                        | court métrage           |        |
| Paris mange son pain                  | Pierre Prévert                       | -                                                          | documentaire            | 17 min |
| Le Passager clandestin                | Ralph Habib Lee Robinson             | Martine Carol, Karlheinz Böhm Serge Reggiani, Arletty      | aventure                | -      |
| Philippe                              | Edouard Molinaro                     | Georges Poujouly, Yves Brainville                          | Drame                   |        |
| Le Piège                              | Charles Brabant                      | Magali Noël, Raf Vallone Charles Vanel                     | policier                |        |
| Porte océane                          | Ado Kyrou                            | Rita Cadillac, Michel Serrault Jean Poiret                 | court métrage           |        |
| Pourvu qu'on ait l'ivresse...         | Jean-Daniel Pollet                   | Claude Melki                                               | comédie                 | 20 min |
| Premier mai                           | Luis Saslavsky                       | Yves Montand, Georges Chamarat Nicole Berger               | comédie                 |        |
| La Première Nuit                      | Georges Franju                       |                                                            |                         | 23 min |
| Prisons de femmes                     | Maurice Cloche                       | Danièle Delorme, Jacques Duby                              | drame                   |        |
| Quand sonnera midi                    | Edmond T. Gréville                   | Georges Marchal, Dany Robin                                | drame                   |        |
| Rafles sur la ville                   | Pierre Chenal                        | Charles Vanel, Bella Darvi                                 | policier                |        |
| Rapt au Deuxième Bureau               | Jean Stelli                          | Frank Villard,Danielle Godet Dalida                        | policier                |        |
| Sacrée Jeunesse                       | André Berthomieu                     | Gaby Morlay, André Luguet Micheline Dax                    | comédie                 |        |
| Sans famille                          | André Michel                         | Pierre Brasseur, Simone Renant                             | Comédie dramatique      |        |
| Le Septième Ciel                      | Raymond Bernard                      | Danielle Darrieux, Noël-Noël Paul Meurisse                 | comédie                 |        |
| Sérénade au Texas                     | Richard Pottier                      | Luis Mariano, Bourvil                                      | comédie f. musical      |        |
| Le Sicilien                           | Pierre Chevalier                     | Fernand Raynaud, Pascale Roberts                           | comédie                 |        |
| Sois belle et tais-toi                | Marc Allégret                        | Mylène Demongeot, Alain Delon, Henri Vidal                 | Comédie policière       |        |
| Le Souffle du désir                   | Henri Lepage                         | Danielle Godet, Michel Ardan Jacques Castelot              | drame                   |        |
| Suivez-moi jeune homme                | Guy Lefranc                          | Dany Robin, Daniel Gélin                                   | comédie                 |        |
| Les Surmenés                          | Jacques Doniol-Valcroze              | Jean-Claude Brialy, Jean-Pierre Cassel                     | Court métrage           | 21 min |
| Sursis pour un vivant                 | Ottorino Franco Bertolini            | Henri Vidal, Lino Ventura                                  | thriller                | -      |
| Tabarin                               | Richard Pottier                      | Sylvia Lopez, Sonja Ziemann Michel Piccoli                 | f. musical              | -      |
| Tamango                               | John Berry                           | Curd Jürgens, Roger Hanin Dorothy Dandridge                | drame                   | -      |
| Tant d'amour perdu                    | Léo Joannon                          | Pierre Fresnay, Franca Bettoia Anne Doat                   | Comédie dramatique      | -      |
| Taxi, Roulotte et Corrida             | André Hunebelle                      | Louis de Funès, Raymond Bussières Annette Poivre           | comédie                 |        |
| Le Temps des œufs durs                | Norbert Carbonnaux                   | Fernand Gravey, Darry Cowl Béatrice Altariba, Pierre Mondy | comédie                 |        |
| Thérèse Étienne                       | Denys de La Patellière               | Françoise Arnoul, Pierre Vaneck                            | drame                   | -      |
| Le Tombeur                            | René Delacroix                       | Jacques Jouanneau, Denise Grey                             | comédie                 |        |
| Les Tricheurs                         | Marcel Carné                         | Pascale Petit, Andréa Parisy, Jacques Charrier             | Comédie dramatique      |        |
| Trois jours à vivre                   | Gilles Grangier                      | Daniel Gélin, Jeanne Moreau Lino Ventura                   | drame                   |        |
| Un Américain                          | Alain Cavalier                       | Jean Brasseur, Denise de Casabianca                        | court métrage           | 17 min |
| Un certain monsieur Jo                | René Jolivet                         | Michel Simon, Jacques Morel Raymond Bussières              | policier                |        |
| Un drôle de dimanche                  | Marc Allégret                        | André Bourvil, Danielle Darrieux Arletty                   | Comédie dramatique      |        |
| Un homme se penche sur son passé      | Willy Rozier                         | Jacques Bergerac, Barbara Rutting Pierre Dudan             | drame                   |        |
| Une balle dans le canon               | Michel Deville Charles Gérard        | Pierre Vaneck, Paul Frankeur Roger Hanin                   | policier                |        |
| Une histoire d'eau                    | Jean-Luc Godard et François Truffaut | Jean-Claude Brialy, Caroline Dim                           | court métrage           | 12 min |
| Une vie                               | Alexandre Astruc                     | Maria Schell, Christian Marquand Antonella Lualdi          | drame                   |        |
| La Vie à deux                         | Clément Duhour                       | Pierre Brasseur, Danielle Darrieux Fernandel               | Comédie dramatique      |        |
| Les Vignes du seigneur                | Jean Boyer                           | Fernandel, Pierre Dux Simone Valère                        | comédie                 |        |
| Les Violents                          | Henri Calef                          | Paul Meurisse, Françoise Fabian Fernand Ledoux             | drame                   |        |
| Vive les vacances                     | Jean-Marc Thibault                   | Jean-Marc Thibault, Roger Pierre, Michèle Girardon         | comédie                 |        |
| Voyage en Boscavie                    | Jean Herman Claude Choublier         | -                                                          | court métrage animation |        |